# Bien durable
Ne doit pas être confondu avec Développement durable.
En sciences économiques, un bien durable est un bien qui ne s'use pas rapidement ou, plus spécifiquement, dont l'utilité se maintient dans le temps au lieu d'être complètement consommé en une utilisation. Un objet comme la brique pourrait être considéré comme parfaitement durable, car en pratique on suppose qu'elle ne s'use pas. Les biens hautement durables comme les réfrigérateurs, les voitures ou les téléphones mobiles continuent à être utiles pendant un usage de trois ans ou plus, c'est pourquoi les biens durables sont habituellement caractérisés par de longues périodes entre des achats successifs.
Les biens de consommation durables incluent les voitures, l'équipement de la maison (ameublement, électroménager, électronique grand public...), l'équipement sportif et les jouets.
Les biens non durables (consommables) sont l'opposé des biens durables. Ils peuvent être définis comme des biens qui sont immédiatement consommés en une utilisation ou qui ont une durée de vie de moins de 3 ans. Les exemples de biens non durables incluent les biens de grande consommation tels que les cosmétiques, les produits de nettoyage, la nourriture, le carburant, les boissons alcoolisées, les cigarettes, les médicaments et les fournitures de bureau.